# Angelo Sormani
Angelo Benedicto Miguel Sormani (Jaú, 3 de julho de 1939) é um ex-futebolista ítalo-brasileiro que atuava como ponta-direita.
Naturalizado italiano e chamado pelos italianos de "il Pelé bianco" ("O Pelé Branco"), representou a Itália na Copa do Mundo FIFA de 1962. Conseguiu a cidadania italiana graças à origem de seus avôs, que nasceram no Belpaese.

## Carreira
Sormani passou pelas categorias de base do XV de Jaú e do Santos, clube onde se profissionalizou.
Com 20 anos de idade, o atacante teve poucas chances em sua primeira temporada, mas pela facilidade em jogar em outras posições acabou rendendo uma vaga no time titular a partir do segundo semestre de 1959, como atacante aberto pela direita. No clube santista atuou ao lado de Pelé, Dorval e Coutinho.
Após uma grande apresentação no Troféu Giallorosso, no Olímpico, contra a Roma, se radicou para a Itália e transferiu-se pelo Mantova. Liderou o clube na temporada 1961-62, quando marcou 16 gols e foi o terceiro goleador do campeonato. No total pela equipe de Mântua, atuou em 64 partidas e marcou 29 gols.
Na Copa do Mundo de 1962, atuou apenas na partida derradeira contra a Suíça, na fase de grupos.
Em seguida foi contratado pela Roma, pela cifra recorde de 500 milhões de liras, sendo 250 milhões em dinheiro e cedeu três jogadores: Torbjörn Jonsson, Elvio Salvori e Karl-Heinz Schnellinger. Após fracas exibições durante as duas temporadas seguintes, foi vendido para a Sampdoria, onde teve uma rápida passagem, fazendo 30 jogos e dois gols.
Após essa fase ruim, Sormani foi jogar no Milan em 1965. Em cinco temporadas, o atacante conquistou uma Copa da Itália, um Scudetto, uma Copa dos Campeões da Europa (atual Liga dos Campeões da UEFA) e uma Copa Intercontinental. No total, o brasileiro atuou em 134 partidas e marcou 45 gols pelo clube rossonero.
Sormani ainda jogaria pelo Napoli, entre 1970 e 1972, fazendo 56 jogos e sete gols. Em sua primeira temporada, o clube terminou em 3º no campeonato nacional e o jogador foi o vice-artilheiro da equipe.
Pela Fiorentina, o atacante atuou em 13 partidas e marcou apenas um gol. Após um ano, foi trocado com o Lanerossi Vicenza pelo jovem Walter Speggiorin.
Já pelo clube de Vicenza, Sormani participou de 46 jogos e nove gols na Serie A, e 11 jogos e três gols na Serie B. Marcou seu último gol como profissional aos 37 anos, contra o Vicenza-Spal, pela segunda divisão italiana.

## Títulos
Santos
- Torneio Rio–São Paulo: 1959
- Campeonato Paulista: 1960

Roma
- Copa da Itália: 1963–64

Milan
- Copa da Itália: 1966–67
- Serie A: 1967–68
- Liga dos Campeões da UEFA: 1968–69
- Copa Intercontinental: 1969

### Prêmios individuais
- Hall da Fama do Milan[7]